# Henk Smitskamp
Henk Smitskamp (1 augustus 1942) is een Nederlandse popmuzikant. Hij speelde als basgitarist in The Giants, The Motions, After Tea, Livin' Blues, Sandy Coast, Shocking Blue en Flight505.

## Biografie
Smitskamp (bijgenaamd "Kneh") begon zijn carrière in 1960 als basgitarist van The Giants, een Haagse groep die zich specialiseerde in instrumentale gitaarmuziek naar het voorbeeld van The Shadows, echter ook met veel invloeden uit de Indorock. Grote man van de groep was sologitarist Willy Wissink. In de zomer van 1962 moest Smitskamp echter in militaire dienst. Wissink verzamelde een nieuwe bezetting om zich heen, veranderde de naam en Willy & his Giants werden vervolgens bekend door onder andere de single Ajoen Ajoen.

## The Motions
Eind 1964 werd de inmiddels weer gedemobiliseerde Smitskamp lid van The Motions, die in januari 1965 als eerste Nederlandse beatgroep de Veronica Top 40 binnenkwamen met It's gone. Vele hits volgden en The Motions waren in die tijd een van de onbetwiste topgroepen van Nederland. Uiteindelijk ging het bergafwaarts met de groep toen gitarist/songschrijver Robbie van Leeuwen begin 1967 opstapte Smitskamp werd later dat jaar door zanger Rudy Bennett uit de groep gezet. Hij verving in 1968 enige tijd Polle Eduard in After Tea en wisselde daarna herhaaldelijk van groep.

## 1969-1976
Vanaf midden 1969 speelde Smitskamp ruim een jaar in Livin' Blues waarmee hij de lp Hell's Session opnam. Daarna stapte hij over naar de groep Sandy Coast die in 1971 de hits True love that's a wonder en Just a friend had. Vanaf 1972 speelde hij in Shocking Blue, waar hij zijn oude Motions-maatje Robbie van Leeuwen terugzag. Met Shocking Blue toerde hij onder andere door Japan. In 1975 keerde hij terug bij Livin' Blues, samen met Shocking Blue drummer Cor van der Beek. Hij is te horen op de lp Live '75. In 1980 deed Smitskamp mee tijdens de Haagse Beatnach, alwaar hij met Willy & his Giants meespeelde.

## Na 1980
In de jaren negentig deed Smitskamp een keer mee met een reünie van The Motions voor Veronica's Goud van Oud. Sindsdien speelt hij mee met de sporadische optredens van Willy & his Giants.
In 2002 vormde Henk Smitskamp samen met Ton van der Kleij (Earth & Fire), Hans Hollestelle (o.a. Sandy Coast), Rob Grell (Nicols) en Peter Vermeij (bekend van zijn Mick Jagger-imitaties op de lp "Stars on 45") een nieuwe band genaamd Flight 505. De eerste jaren was men zeer succesvol, mede omdat men hoofdzakelijk het beginrepertoire van de Rolling Stones coverde. In 2008 ontstond er een schisma in de band. Naast Smitskamp stapten ook Ton van der Kleij en Rob Grell op.